# Isabelle Blais
Pour les articles homonymes, voir Blais.
Isabelle Blais, née en 1975 à Trois-Rivières, est une actrice québécoise. Elle est également la chanteuse du groupe Caïman Fu. Elle est l'aînée d'une famille de trois enfants et mère d'un garçon. Sa sœur est la comédienne Stéphanie Crête-Blais.

## Biographie

### Sa jeunesse
Isabelle Blais naît en 1975 dans la ville de Trois-Rivières, à l'embouchure de la rivière Saint-Maurice. 
Dès le tout début de sa vie, elle aime pratiquer du théâtre improvisé en compagnie de son frère et sa sœur avec des costumes dénichés à la maison. Arrivée à l'adolescence, elle joue le rôle de Cosette dans la pièce Les Misérables de Victor Hugo dans le cadre de la production de fin d'année du Collège Marie-de-l'Incarnation de Trois-Rivières.

### Études et début de carrière au théâtre
Étudiante en théâtre au Cégep de Trois-Rivières, elle participe notamment, en 1994, au documentaire Philosopher: ça sert à quoi! en tant que comédienne. Cette vidéo, produite en deux parties, explique et démontre les vertus ainsi que l'utilité de la pensée philosophique.
En 1994, elle commence ses études au Conservatoire d'art dramatique de Montréal où elle obtient son diplôme en 1997. C'est durant cette période que, afin de payer ses études, elle se trouve brièvement un emploi en télémarketing.
Par la suite, elle se lance dans le théâtre, obtenant notoriété grâce à sa participation dans la pièce Roméo et Juliette, qui sera suivie, entre autres, des pièces Les Fourberies de Scapin et Hamlet.

### Vers d'autres horizons
Elle commence à faire un peu de télévision en 1999 et participe notamment aux séries Deux frères et Tribu.com. Elle ajoute une corde à son arc en 2000 et devient la chanteuse du groupe rock Caïman Fu, qui a jusqu'à maintenant quatre albums à son actif. Elle commence ensuite à se faire remarquer au grand écran, notamment par son rôle dans le film Un crabe dans la tête. Son départ en tant qu'actrice internationale commencera par un rôle dans le film américain Confessions d'un homme dangereux (Confessions of a Dangerous Mind), réalisé par l'acteur/réalisateur George Clooney. De plus, elle jouera dans le télé-film Traffic humain aux côtés de Mira Sorvino, Rémy Girard et Laurence Leboeuf.
2003 sera le début de sa consécration définitive, obtenant une renommée dans le milieu artistique québécois. En outre, elle obtient un Masque pour son rôle dans la pièce Au cœur de la rose, un prix Jutra comme meilleure actrice de soutien pour Québec-Montréal et une nomination pour le prix Génie de la meilleure actrice pour Moïse : L'Affaire Roch Thériault (Savage Messiah). Elle part ensuite à Cannes pour la promotion de son dernier film Les Invasions barbares de Denys Arcand, qui sera récompensé plus tard durant l'année par le prix de l'Oscar du meilleur film en langue étrangère en 2003.

### Borderline ou l'intensité d'un personnage troublant
En 2007, elle obtient le rôle de Kiki dans le film Borderline, personnage fictif inspiré des livres semi-autobiographiques Borderline et La Brèche de l'écrivaine et journaliste à la revue Clin d'œil Marie-Sissi Labrèche. Ce rôle lui vaut d'ailleurs le prix Jutra de la meilleure actrice en 2009.
Ce film, réalisé par Lyne Charlebois, raconte l'histoire d'une fille (Isabelle Blais) maladroitement aimée par sa mère (Sylvie Drapeau) durant sa jeunesse qui tente, une fois arrivée à la vingtaine, de remplir un manque d'affection et d'amour-propre par la drogue, l'alcool et une dépendance sexuelle prononcée. Arrivée à la trentaine, elle entretient une relation amoureuse avec son professeur de littérature à l'université (Jean-Hugues Anglade), cherchant désespérément un amour réel et stable, tout en essayant de faire disparaître ses démons intérieurs et de se réconcilier avec sa mère maintenant enfermée dans un hôpital psychiatrique.
En plus de jouer un personnage fortement troublé intérieurement, ce film se voulait la première fois où elle dû se mettre à nue devant la caméra. Se souciant du réalisme et du naturel requis pour rendre son rôle convaincant, elle dû laisser de côté sa pudeur et faire confiance à la réalisatrice Lyne Charlebois.

### Une carrière en pleine expansion
En 2008, elle incarne Roxane, autre personnage au côté plus sombre, dans le film La Belle Empoisonneuse. Elle retourne ensuite à son premier amour, le théâtre, jouant le rôle de Grâce dans la pièce La petite pièce en haut de l'escalier au Théâtre du Nouveau Monde. Elle part ensuite pour la France avec son groupe Caïman Fu durant l'été, revenant au Québec en automne pour le lancement et la promotion de leur troisième album Drôle d'animal. C'est au cours de cette même année que celle-ci apprendra qu'elle est enceinte d'un garçon, ayant accouché de celui-ci en 2009.
En 2010, elle retourne au cinéma dans la langue de Molière avec le nouveau film d'Yves Pelletier, Le Baiser du barbu, ainsi que dans la langue de Shakespeare grâce à sa participation au film Le Prix à payer de Deborah Chow.

## Discographie

### Caïman Fu
- 2003 : Caïman Fu
- 2006 : Les charmes du quotidien
- 2008 : Drôle d'animal
- 2012 : A des Milles
- 2016 : Comme dans un film (duo avec Pierre-Luc Brillant)
- 2018 : La lune est passée par ici (Toujours en duo avec Pierre-Luc Brillant, sous le nom de Comme dans un film)

## Filmographie

### Cinéma
- 2000 : Les Fantômes des trois Madeleine de Guylaine Dionne : Jeanne
- 2001 : Un crabe dans la tête d'André Turpin : Marie
- 2002 : Looking for Leonard (en) de Matt Bissonnette et Steven Clark : Manon
- 2002 : Moïse : L'Affaire Roch Thériault (Savage Messiah) de Mario Azzopardi : Lise
- 2002 : Québec-Montréal de Ricardo Trogi : Katherine
- 2002 : Confessions d'un homme dangereux (Confessions of a Dangerous Mind) de George Clooney : Chuck's Date #2
- 2003 : Les Invasions barbares de Denys Arcand : Sylvaine
- 2004 : Monica la mitraille de Pierre Houle : Sylvana
- 2004 : Les Aimants d'Yves Pelletier : Julie
- 2005 : Saints-Martyrs-des-Damnés de Robin Aubert : Tite-fille
- 2006 : Sur la trace d'Igor Rizzi de Noël Mitrani : Mélanie
- 2007 : Bluff de Marc-André Lavoie et Simon-Olivier Fecteau : Josée
- 2007 : La Belle Empoisonneuse de Richard Jutras : Roxane
- 2008 : Borderline de Lyne Charlebois : Kiki
- 2010 : Le Baiser du barbu d'Yves Pelletier : Vicky
- 2010 : Le Prix à payer de Deborah Chow : Nathalie
- 2014 : Antoine et Marie de Jimmy Larouche : Sonia Girard
- 2017 : Tadoussac de Martin Laroche : Myriam
- 2017 : C'est le cœur qui meurt en dernier d'Alexis Durand-Brault : Martine
- 2018 : Le Nid de David Paradis : Isabelle

### Télévision
- 1997 : 4 et demi... : Marie Thériault
- 1999 : Les Siamoises
- 1999 : Deux frères : Sophie Véronneau
- 2000 : Willie : Gabrielle
- 2001 : Tribu.com : Mélissa
- 2002 : Asbestos (série télévisée) de Geneviève Lefebvre : Charlotte Comtois
- 2005 : Nos étés : Marie Forget
- 2005 : Trafic d'innocence (Human Trafficking) de Christian Duguay : Helena
- 2006 - 2009 : C.A. : Sarah Lamontagne
- 2006 : À feu et à sang (Answered by fire) : Julie Fortin
- 2010 : Prozac : Sophie Lavoie
- 2012 - 2014 : Trauma : Véronique Bilodeau
- 2014 : En thérapie : Camille (lundi)
- 2015 : Au secours de Béatrice : Adrienne Bannon
- 2016 - 2018 : Blue Moon : Évelyne Laurier
- 2017 - 2020 : Faits divers (série télévisée) : Constance Forest
- 2022 : Stat : Mylène Lapierre

## Théâtre
- 1998 - Les Sorcières de Salem  d'Arthur Miller : une sorcière[3]
- 1999 - Roméo et Juliette[2] de Shakespeare : Juliette
- 1999 - Pygmalion de Bernard Shaw : Eliza Doolittle
- 2000 - Maitre Puntila et son valet Matti de Bertolt Brecht : Eva Puntila
- 2000 - Dom Juan de Molière : Elvire
- 2001 - Les Fourberies de Scapin de Molière : Hyacinthe
- 2001 - Comédie dans le noir[4] de Peter Shaffer : Zoé
- 2002 - Au cœur de la rose de Pierre Perreault : la fille
- 2002 - La Nuit des rois de Shakespeare : Olivia
- 2002 - 4 chiens sur le même os[5] de  John Patrick Shanley : Brenda

- 2003 - Hamlet de Shakespeare : Ophelie
- 2004 - Le Procès de Kafka [6]
- 2008 - La Petite Pièce en haut de l'escalier[7] de Carole Fréchette : Grâce
- 2012 - Midsummer[8] de Johan August Strindberg : Helena[9]
- 2016 - Des fraises en janvier[10]  d'Evelyne de la Chenelière : Léa
- 2017 - La Bonne Âme du Se-Tchouan de Bertolt Brecht : Shen Té
- 2018 - Oslo[11] de J.T. Rogers : Mona Juul
- 2019 - Strindberg  (collectif)[12] : Siri

## Jeux vidéo
- 2014 : Watch Dogs : Clara Lille

## Distinctions

### Prix
- Masque de la « meilleure interprétation féminine » en 2003 pour la pièce Au cœur de la rose
- Prix Jutra de la « meilleure actrice de soutien » en 2003 pour son rôle dans le film Québec-Montréal
- Prix Gascon-Roux de la « meilleure interprétation féminine » en 2004 pour la pièce Hamlet
- Prix Jutra de la « meilleure actrice » en 2009 pour son rôle dans le film Borderline
- Coupe d'or de la « meilleure actrice » en 2018 lors du Festival international du film de Shanghai pour son rôle dans Tadoussac[13]

- Prix Gémeaux 2021 du « meilleur rôle de soutien féminin - série dramatique annuelle »[14] pour L'Échappée

- Prix Gémeaux 2021 de la « meilleure interprétation, premier rôle féminin - série dramatique »[15]  pour Bête noire

### Nominations
- Nomination pour le Prix Génie de la meilleure actrice en 2003 pour Moïse : L'Affaire Roch Thériault (Savage Messiah)
- Nomination pour le Prix Jutra de la meilleure actrice en 2005 pour Les aimants